# Кирсановский заказник
Кирсановский заказник — один из трёх заказников[уточнить] Казахстана. Организован в 1967 году, с целью сохранения и воспроизводства бобра, встречающегося лишь у берегов реки Урал, и его акклиматизации в других раайонах. В 1986 году был утвержден в качестве комплексного заказника республиканского значения.

## География
Расположен к югу от села Кирсаново, в пойме реки Урал, на территории Борилинского, Теректинского и Акжайыкского районов Западно-Казахстанской области. Занимает долину р. Жайык, луга и стенную зону местности. Площадь 61 тыс. га, ширина в долине реки 10 км, длина около 50 км.

## Флора и фауна
В лесной части заказника растут чёрный тополь, осина, дуб, берёза и ива. Под охраной находятся бобр, лось, кабан, косуля, олень, лесная куница, барсук, заяц-русак, тетерев, утка и др. В озёрах и реках водятся сазан, судак, щука и тарань, в р. Жайык — севрюга, белуга. В Кирсановском заказнике, помимо природоохранных мер, проводятся биотех. работы. Ежегодно проводится подсчет численности бобров; строятся специальные сооружения для птиц.